# 翎亞航空
翎亞航空（英語：TransNusa，IATA代碼：8B，ICAO代碼：TNU）為印尼的一家民營航空公司，過去主要提供往來印尼東部各島嶼的國內航線，目前則是一間低成本航空公司。此航空公司的總部設於首都雅加達，而主要樞紐機場為蘇加諾-哈達國際機場。

## 歷史

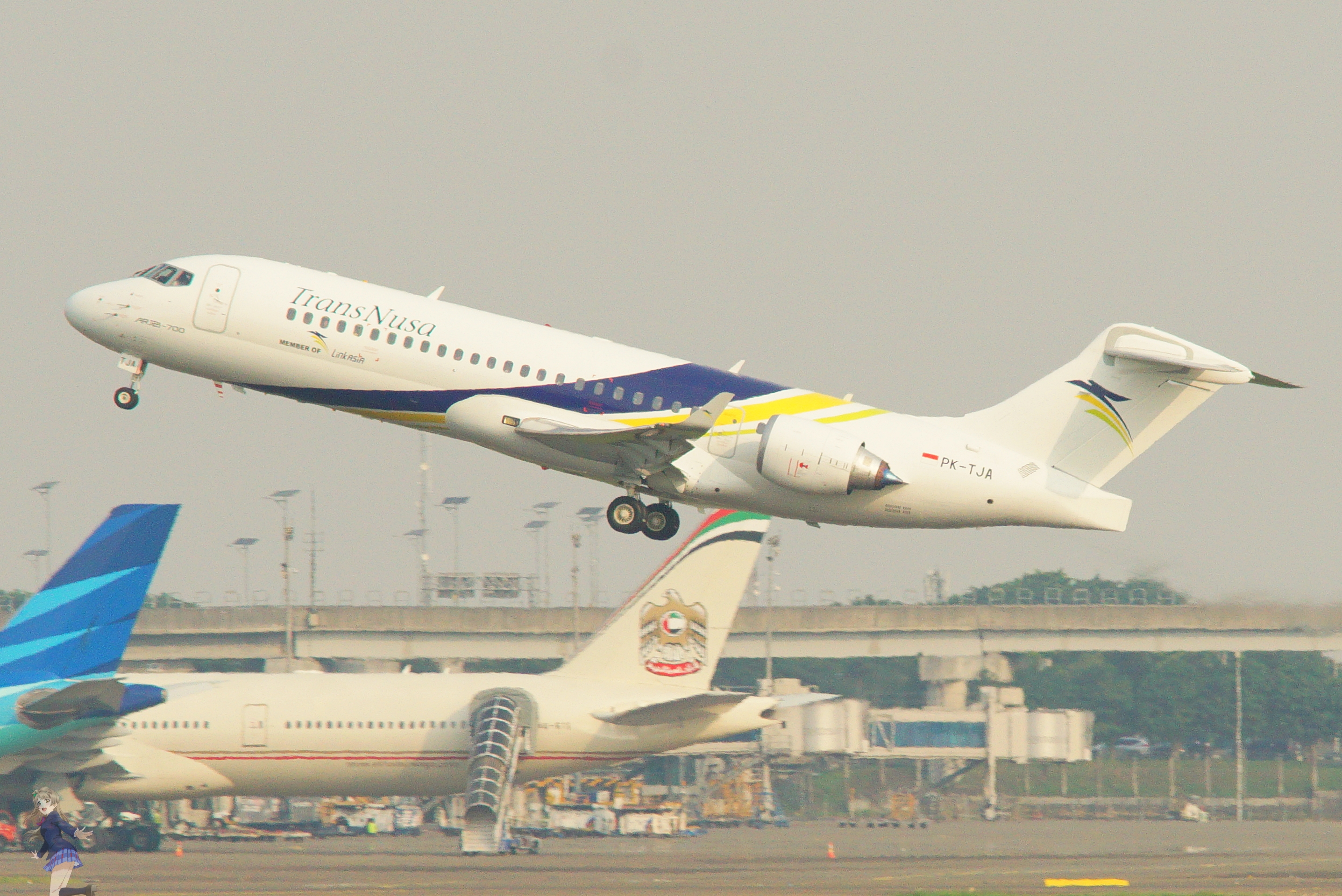
翎亞航空是首个在中国大陆以外运营ARJ21的航空公司

翎亞航空於2005年創立，並於同年8月4日正式首航，初期設有6個航點。
由於翎亞初期未有自持機隊，因此曾分別向特里嘎纳航空及廖內航空等國內航空公司，借用ATR 42-300及福克F28-4000等飛機。
2007年3月，翎亞與曼達拉航空簽訂首份代理協議，容納翎亞航空在古邦代理曼達拉航空的票務。同年10月，翎亞的訂票系統實施電子化。
2016-19年間，翎亞航空自行訂購的4架ATR 72客機正式交付，是此公司首次擁有自持機隊。
2020年3月5日，中國光大集團旗下的中國飛機租賃，正式收購翎亞母公司的35.68%股份，作價2,800萬美元（即約2.184億港元） 。9月受COVID-19大流行的影響，翎亞航空暫停運營，導致其機隊被退租。
2021年11月，翎亞航空宣布恢復營運，但以低成本航空公司的形式取代其之前的支線航空公司模式。之後翎亞租用中國海外首架ARJ21，並在完成塗裝後，於上海廠房曝光；該機亦是首架交付中國大陸以外用戶的ARJ21。
2022年10月6日翎亞航空再次開始營運，首條航線為雅加達和登巴薩之間。

## 航點
目前，翎亞航空正在營運以下航線（包括合營航線） ，詳列如下：

### 印尼國內航線
| 城市   | 機場                    | 備註 |
| ------ | ----------------------- | ---- |
| 登巴薩 | 伍拉·賴國際機場         |      |
| 雅加達 | 蘇加諾-哈達國際機場     | 樞紐 |
| 日惹   | 日惹国际机场            |      |
| 安汶   | 巴蒂穆拉国际机场        |      |
| 萬鴉老 | 萨姆·拉图兰吉国际机场   |      |
| 索龍   | 多米尼克愛德華·奧索機場 |      |
| 蒂米卡 | 莫澤什吉朗因機場        |      |

### 國際航線
| 國家     | 城市   | 機場           | 備註   |
| -------- | ------ | -------------- | ------ |
| 马来西亚 | 新山   | 士乃國際機場   | [ 8 ]  |
| 马来西亚 | 吉隆坡 | 吉隆坡国际机场 | [ 9 ]  |
| 新加坡   | 新加坡 | 樟宜国际机场   | [ 10 ] |
| 中国     | 广州   | 白云国际机场   | [ 10 ] |
| 中国     | 福州   | 长乐国际机场   |        |

## 機隊
目前，翎亞航空的機隊如下：
| 机型         | 数量 | 订购中         | 备注                                                            |
| ------------ | ---- | -------------- | --------------------------------------------------------------- |
| 空客A320-200 | 4    |                |                                                                 |
| 中國商飛C909 | 2    | 28（確認訂單） | 由股東中國飛機租賃持有，預計將租予此公司 另有30架為股東意向訂單 |

## 事故
2016年4月4日，翎亞航空的一架ATR 42飛機在雅加達哈利姆·珀达纳库苏马国际机场拖行期間，其機尾與巴澤航空一架正在起飛的波音737機翼相撞，造成3人受傷
。